# Lewin Brzeski (gromada)
Lewin Brzeski – dawna gromada, czyli najmniejsza jednostka podziału terytorialnego Polskiej Rzeczypospolitej Ludowej w latach 1954–1972.
Gromady, z gromadzkimi radami narodowymi (GRN) jako organami władzy najniższego stopnia na wsi, funkcjonowały od reformy reorganizującej administrację wiejską przeprowadzonej jesienią 1954 do momentu ich zniesienia z dniem 1 stycznia 1973, tym samym wypierając organizację gminną w latach 1954–1972.
Gromadę Lewin Brzeski z siedzibą GRN w mieście Lewinie Brzeskim (nie wchodzącym w skład gromady) utworzono – jako jedną z 8759 gromad na obszarze Polski – w powiecie brzeskim w woj. opolskim, na mocy uchwały nr VII/18/54 WRN w Opolu z dnia 4 października 1954. W skład jednostki weszły obszary dotychczasowych gromad: Ptakowice ze zniesionej gminy Olszanka i Buszyce i Nowa Wieś Mała oraz przysiółek Leśniczówka (karta 3 obrębu Łosiów o obszarze 314 ha) z dotychczasowej gromady Łosiów ze zniesionej gminy Łosiów, a także miejscowość Kantorowice z miasta Lewina Brzeskiego – w tymże powiecie. Dla gromady ustalono 13 członków gromadzkiej rady narodowej.
Gromada przetrwała do końca 1972 roku, czyli do kolejnej reformy gminnej.
Od chwili reformy przez prawie trzy lata Lewin Brzeski był siedzibą administracyjną samego miasta. Dopiero 30 października 1975 utworzono gminę Lewin Brzeski z części zniesionych gmin Gracze, Łosiów i Skorogoszcz.